# Drach (roman)
Pour les articles homonymes, voir Drach.
Drach est un roman polonais de Szczepan Twardoch, publié en 2014 en polonais par les éditions Wydawnictwo Literackie, et en français par les éditions Noir sur Blanc en 2018.

## Composition
Le livre, de type roman, se compose de quatre parties numérotées et sans titre.
1. pp. 9-88
2. pp. 89-212
3. pp. 213-289
4. pp. 291-355

Chaque partie se compose de trois à neuf chapitres numérotés et sans titre, à l'exception d'un chapitre non chiffré Loretto. Höhe 165 (pp. 189-211) et d'un chapitre chiffré (IV-2) nommé La Thérapie du sommeil (pp. 321-331).
Chaque chapitre, sauf l'exception du front à Notre-Dame-de-Lorette (Bataille de l'Artois (mai-juin 1915)), comporte, en sous-titre, une dizaine de dates, généralement entre 1902 et 2014, signalant les diverses années ou époques évoquées dans le chapitre.
Le texte, sans note, est suivi d'une annexe, Traduction des phrases figurant en dialecte silésien (wasserpolonais), ancien polonais, gothique, allemand et russe dans la version originale (pp. 357-399) : le texte en polonais correspond globalement au seul récit, ce qui relève d'un choix d'auteur (et d'édition).

## Trame narrative
Le récit raconte les familles Magnor, Czoik et Gemander, sur plusieurs générations, en gros de 1900 à 2014, dans la région de Silésie, actuelle Voïvodie de Silésie, autour des villes et villages de Gliwice (Gleiwitz) et Żernica (Deutsch Zernitz) : campagne, mines, guerres, maternités, deuils.
Les périodes et les années se télescopent autour de ces personnages, et de ceux qu'ils croisent, dans chaque chapitre, dans presque chaque page, au gré
des correspondances établies par certains personnages, comme la vieille Gela, qui mélange les prénoms, les époques, comme ce jeune qui demande à plus ancien de lui expliquer les relations entre les personnes dans les vieilles photographies de famille : valse des langues, des appellations (villes, villages, hameaux, places, rues, immeubles), des générations, des armées (polonaises, allemandes, russes, française, italienne...) et des milices, des frontières, des massacres, des mémoires et des trous de mémoire. Ainsi ce Piotr, qui devient Peter puis Pyjter, ou cet Adalbert qui devient Wojcieck, ou ce lieu Schönwald, qui devient Szywöld, puis Bojkow...
Chaque personnage tente de se rappeler ou d'établir son passé, son présent, son avenir. Mais surtout le narrateur, omniscient, omniprésent, extérieur à l'action, est là pour tout brasser, tout exposer à la manière d'un kaléidoscope temporel : X ne sait pas cela, mais ça n'a pas d'importance... Dans le même temps, mais quatre-vingt-treize ans plus tard (p. 164), Dans le même temps, mais trente ans plus tôt, Stanislaw Gemander a quatre ans. Il s'amuse avec un camion en métal (p. 173)...
Je porte en moi les traces des hameaux asianiques, celtes et vandales comme celles de Schönwald, des Magnor et des Gemander, j'accueille ces vestiges, qui s'affaissent toujours plus profondément en moi, comme tous les autres. (pp. 124-125). Le narrateur n'est pas seulement un décepteur, un espiègle fripon, un trickster, c'est bien plutôt comme une déesse-mère : Lui aussi creuse dans ma chair des sillons peu profonds. Il fait circuler mon sang (p. 164), Il descend au fond du même puits. Il descend au fond de moi (p. 173). C'est sans doute une figure de la déesse de la terre-mère, Mokoch : Caroline a dix-sept ans. Moi, j'ai tous les âges (p. 172), incapable d'oublier, incapable aussi de juger...
Le texte est parsemé de références au monde animal sauvage, particulièrement au monde des chevreuils, et de la chasse, ou plutôt du garde-chasse, et de sa réserve.
Et le vieux Pindur est en quelque sorte son prophète (isolé, bon à enfermer), celui d'un paganisme ancien : L'arbre, l'homme, le chevreuil ne font qu'un. Telle est notre vie sur terre (p. 20), Dieu est soleil. Dieu est arbre, homme, chevreuil, rat, blés et pommes de terre dans les champs. [...] La terre vit, elle aussi. La terre respire comme nous. La terre a du sang, c'est l'eau, et la terre a une peau, sur laquelle on marche tout au long de notre vie, comme les puces sur un chien (pp. 122-123)...

## Personnages
Les familles Magnor, Czoik et Gemander :
- Otto Magnor, originaire du village voisin, père de Wilhelm, Friedrich, Maximilian, et qui a fait Sedan,
- Wilhelm Magnor, et Mamulka,
- Josef Magnor (1898-1945) ou Zeflik, mineur,
  - revenu de la guerre (Lens, Lorette, Verdun) en 1918, très actif de 1918 à 1921, disparu en 1921,
  - en séjour forcé à l'hôpital de Rybnik dix-huit ans de sommeil (1921-1939), libéré en 1945, pour peu de temps,
  - ses frères, Maximilian / Maks et Friedrich / Fryczk,
  - son épouse Valeska Magnorowo Bielowna (1898-1989), quelques années au service des von Raczek, deux ans de mariage correct, et soixante-huit ans de maudite solitude (p. 80),
    - et ses sœurs Gizela et Anna-Marie,

  - amoureux de Caroline Ebersbach,
- Ernst Magnor (1919-), fils de Josef et Valeska,
  - sa sœur Elfrieda,
  - son frère Alfred, engagé volontaire (côté allemand) en 1943, emprisonné de 1950 à 1954, époux de Elfrieda/Frida,
  - sa sœur Marysia (1939-),
  - son cousin Richat Biela (1919-), demi-frère de Gela, oncle de Nikodem, engagé côté allemand, et ayant purgé six ans (1945-1951) dans le Donbass, et son épouse Hilda,
  - son épouse Gela Czoik (née vers 1925, épousée en 1945), fille de Lusia et Adalbert/Wojciech Czoik mort à Mauthausen), mère de Natalia et Justyna,
    - amie d'Anna-Marie Ochmann, qui va avec elle à vélo à Berlin rencontrer son oncle, Ujek Erich Tschoik,
- Natalia Gemander, fille de Gela et Ernst, épouse de Stanislaw/Stasiek Gemander (fils de Joachim et Melania Gemander, frère de Pyjter), mère de Nikodem et d'Ewa,
- Nikodem Gemander (1977 ?-), fils de Natalia et Stanislaw, architecte de talent, Prix Mies van der Rohe, dilapideur (voitures, filles, vins, restaurants),
  - son épouse Katarzyna/Kaska Pawlas (cancer des ovaires), délaissée,
  - leur fille unique, Weronika (2006 ?-), sa poupée Mulwina,
  - sa dernière conquête, qui l'abandonne, Dorota (vingt-quatre ans), journaliste : mon petit animale, ma jument sauvage sous antidépresseurs, ma petite femme borderline, ma petite femelle (p. 50).

La famille Ebersbach occupe une place importante, celle de la bourgeoisie de Gleiwitz (aux enfants morts au cinéma) :
- Dolores, née von Raczek, amoureuse de son cousin, Bolko von Raczek,
- son père, et sa mère Emma, actrice partie avec un peintre raté, sa gouvernante, son époux, sa sœur Vera/Maggie,
- et surtout sa fille Caroline (1904-1921 ?), qu'elle n'aime pas, son canari Wilhelm,
  - son professeur de piano et son professeur de dessin, Heinrich Lamla (dix-neuf ans, orgueilleux et vain, et surtout son amant Josef.

Les autres familles sont plus floues, se réduisant à de rares individualités :
- August Lomania, massacré dvant chez Josef,
- Heinz Gillner, Helmut Bielke, Leo Grois,
- Lucek Widuk (Lucius Widuk), Lucek Rüger (Lucjan Rzepka),
- le photographe Karl Volkmann,
- le lieutenant Friedrich Ritter von Barnekow,
- le médecin Albrecht von Kunowski,
- le capitaine Helmut Rahn,
- le vieux Josef Pindus (1830 ? - 1925), ami de jeunesse de Josef : Quand le vieil homme mourra, il emportera avec lui cet évangile mystérieux et discret qui naquit il y a fort longtemps bien avant l'arrivée des premiers chrétiens dans le petit bois entre Birawka-Mühle et Nieborowitzer Hammer, ou même ailleurs (p. 27.

Beaucoup de personnages sont des silhouettes, vite disparues dans les guerres. Quelques grands noms émergent, quoique lointains : Arminius, Hans Hermann von Kette, le Kaiser, Lothar von Trotha (et le massacre des Héréros), Józef Piłsudski, Adolf Hitler, Arthur Seyss-Inquart...

## Thématiques
Les vies individuelles sont essentielles, uniques, éphémères, généralement dramatiques, catastrophiques, surtout en périodes de guerres, de conflits, de frustrations.
Mais on ne pleure guère : Les chevreuils ne pleurent jamais. Blessés, ils poussent des jappements atroces, mais ce ne sont pas des pleurs (p. 135).
Les vies individuelles ne comptent guère.
Rien n'a d'importance, vos destins, leurs destins. Rien n'a de signification particulière, tout est là, et moi, ce tout, je le sens avec mon corps et je le vois à travers ma myriade d'yeux (p. 273).
La traductrice en français signale que le mot silésien Drach est polysémique : dragon, cerf-volant, chenapan.

## Éditions
- Drach, Wydawnictwo Literackie, Cracovie, 2014
- Drach, éditions Noir sur Blanc, 05/04/2018, 400 pages,  (ISBN 978-2-8825-0513-2)

## Réception
- Prix littéraire de la fondation Kościelski 2015, et finaliste pour le Prix Nike 2015
- Prix Brücke Berlin (littérature et traduction) (de) 2016

Les recensions francophones sont bonnes : le chant de la terre silésienne,.